# 士鞅
士鞅（？—前501年），中国春秋時代晋国军事人物、政治人物。祁姓、士氏、按封地又为范氏，諱鞅（范鞅），谥号献。范宣子士匄第三子。又称范叔、范献子。

## 簡介
前559年，晋軍联合齐、鲁、宋、卫、郑、曹、莒、邾、滕、薛、杞、小邾等13个盟国攻打秦国，士匄担任中軍佐，在晋军战败后，与公族大夫欒鍼一起冲向秦軍大营，欒鍼战死，士鞅生還。欒鍼之死激怒了欒鍼之兄，下軍将欒黶（欒桓子），歸責於士鞅，向士匄说要誅殺士鞅，士鞅流亡秦国。
士鞅劝服了秦景公回晋国，欒氏对他深深怀恨。前555年，士鞅随父亲和中行偃伐齐，立下战功。
前552年，欒黶之妻是士鞅的姐妹，欒黶死後，其子欒盈（栾怀子）嗣位，士鞅诬称欒盈謀反。士匄、士鞅诛除欒氏，欒盈逃到齐国。
前550年，齐庄公支援欒盈糾合残党攻入晋国，一度攻入晋国都城绛，士匄、士鞅劫持与栾氏亲善的魏舒（魏献子）平定欒氏残党，欒盈被杀。
前548年，士匄去世，士鞅继承。入六卿，为下军佐。辅佐正卿中軍将趙武（趙文子）、韓起（韓宣子）。前521年訪魯国，叔孫婼（叔孫昭子）以齐国使者鮑国（鮑文子）的规格接待士鞅。前519年，士鞅向出使晋国的魯国叔孫婼，索取賄賂被拒绝。
前509年，正卿、中军将魏舒召集列国大夫于狄泉（在今河南洛阳）为成周筑修城墙。魏舒把修城的事交给韩简子和原寿过，自己到大陵泽（今河南获嘉县西北）打猎，放火烧荒，回来死在宁城（今河南获嘉西），儿子魏取继任魏氏领袖。士鞅成为正卿、中军将。
前506年，蔡昭侯受楚国令尹子常之辱，向晋国求救，士鞅会盟昭陵，要合军伐楚。中行寅（中行文子）向蔡昭侯索贿赂，被拒绝。中行寅劝说士鞅不要为蔡国伐楚，士鞅罢军，此举尽失中原诸侯人心，蔡国的仇被吴王阖闾所报，吴国称霸。
前501年，士鞅死後，谥号献，称之为范献子。
前497年，其子士吉射（范昭子）与中行寅（中行文子），不服趙鞅（趙簡子）、魏侈（魏襄子）、智躒（智文子）、韓不信（韓簡子）导致了范氏、中行氏的灭亡。